# Art Williams
Arthur T. "Art" Williams (Bonham, Texas; 29 de septiembre de 1939-San Diego, California; 27 de septiembre de 2018), fue un baloncestista estadounidense que disputó siete temporadas en la NBA y otra más en la ABA. Con 1,85 metros de estatura, jugaba en la posición de base.

## Trayectoria deportiva

### Universidad
Su etapa universitaria transcurrió en los Broncos de la Universidad Politécnica de la Estatal de California, Pomona.

### Profesional
Tras no ser elegido en el Draft de la NBA de 1967, fichó como agente libre por los San Diego Rockets, donde jugó 3 temporadas como suplente, siendo la más destacada de ellas la primera, en la que promedió 8,1 puntos y 4,9 asistencias por partido. En esa etapa consiguió asomarse a los libros de récords, al conseguir en dos ocasiones repartir 22 asistencias en un partido, la primera de ellas ante Phoenix Suns en 1968 y la segunda ante San Francisco Warriors en 1970.
En 1970 es traspasado a Boston Celtics a cambio de una futura ronda del draft. En los Celtics jugó cuatro temporadas como suplente de Jo Jo White, consiguiendo su único anillo de campeón de la NBA en la temporada 1973-74 tras derrotar en las Finales a los Milwaukee Bucks. Williams promedió ese año 2,6 puntos y 2,4 asistencias por partido.
En 1974 ficha por los San Diego Conquistadors de la ABA, donde sólo jugó 7 partidos antes de retirarse.

## Estadísticas de su carrera en la NBA y la ABA

### Temporada regular
| Temporada | Edad | Equipo                  | Liga  | P   | TIT | MIN  | TC  | TCA | %TC  | 3P  | 3PA | %3P | TL  | TLA | %TL  | R.OF. | R.DEF. | REB | ASIS | ROB | TAP | PER | FP  | PTS |
| 1967-68   | 28   | San Diego Rockets       | NBA   | 79  |     | 22.0 | 3.4 | 9.1 | .369 |     |     |     | 1.4 | 2.1 | .685 |       |        | 3.6 | 4.9  |     |     |     | 2.6 | 8.1 |
| 1968-69   | 29   | San Diego Rockets       | NBA   | 79  |     | 25.2 | 2.9 | 7.5 | .383 |     |     |     | 1.3 | 1.9 | .705 |       |        | 4.6 | 6.6  |     |     |     | 3.0 | 7.1 |
| 1969-70   | 30   | San Diego Rockets       | NBA   | 80  |     | 19.3 | 2.4 | 5.8 | .407 |     |     |     | 1.1 | 1.5 | .746 |       |        | 3.7 | 6.3  |     |     |     | 2.1 | 5.8 |
| 1970-71   | 31   | Boston Celtics          | NBA   | 74  |     | 15.4 | 2.0 | 4.5 | .455 |     |     |     | 0.8 | 1.1 | .723 |       |        | 2.8 | 3.1  |     |     |     | 2.5 | 4.9 |
| 1971-72   | 32   | Boston Celtics          | NBA   | 81  |     | 16.4 | 2.0 | 4.2 | .475 |     |     |     | 1.1 | 1.5 | .756 |       |        | 3.2 | 4.0  |     |     |     | 2.5 | 5.1 |
| 1972-73   | 33   | Boston Celtics          | NBA   | 81  |     | 12.0 | 1.4 | 3.2 | .421 |     |     |     | 0.5 | 0.7 | .768 |       |        | 2.2 | 2.9  |     |     |     | 1.7 | 3.2 |
| 1973-74   | 34   | Boston Celtics          | NBA   | 67  |     | 9.2  | 1.1 | 2.5 | .435 |     |     |     | 0.4 | 0.5 | .844 | 0.3   | 1.4    | 1.7 | 2.4  | 0.7 | 0.0 |     | 1.5 | 2.6 |
| 1974-75   | 35   | San Diego Conquistadors | ABA   | 7   |     | 12.7 | 1.1 | 1.7 | .667 | 0.0 | 0.0 |     | 0.0 | 0.0 |      | 0.4   | 1.3    | 1.7 | 2.9  | 1.0 | 0.0 | 1.4 | 2.1 | 2.3 |
| Total     |      |                         | TOTAL | 548 |     | 17.2 | 2.2 | 5.3 | .410 | 0.0 | 0.0 |     | 1.0 | 1.3 | .729 | 0.3   | 1.4    | 3.1 | 4.4  | 0.7 | 0.0 | 1.4 | 2.3 | 5.3 |
|           |      |                         | NBA   | 541 |     | 17.2 | 2.2 | 5.3 | .409 |     |     |     | 1.0 | 1.3 | .729 | 0.3   | 1.4    | 3.1 | 4.4  | 0.7 | 0.0 |     | 2.3 | 5.3 |
|           |      |                         | ABA   | 7   |     | 12.7 | 1.1 | 1.7 | .667 | 0.0 | 0.0 |     | 0.0 | 0.0 |      | 0.4   | 1.3    | 1.7 | 2.9  | 1.0 | 0.0 | 1.4 | 2.1 | 2.3 |

### Playoffs
| Temporada | Edad | Equipo            | Liga | P  | MIN | TCA | TC  | 3PA | 3P | TLA | TL | R.OF. | REB | ASIS | ROB | TAP | PER | FP | PTS | %TC  | %3P | %FT  | MIN  | PTS | REB | AST |
| 1968-69   | 29   | San Diego Rockets | NBA  | 6  | 102 | 12  | 25  |     |    | 3   | 7  |       | 17  | 32   |     |     |     | 15 | 27  | .480 |     | .429 | 17.0 | 4.5 | 2.8 | 5.3 |
| 1971-72   | 32   | Boston Celtics    | NBA  | 11 | 173 | 25  | 64  |     |    | 15  | 20 |       | 28  | 33   |     |     |     | 30 | 65  | .391 |     | .750 | 15.7 | 5.9 | 2.5 | 3.0 |
| 1972-73   | 33   | Boston Celtics    | NBA  | 10 | 156 | 21  | 47  |     |    | 6   | 8  |       | 27  | 41   |     |     |     | 31 | 48  | .447 |     | .750 | 15.6 | 4.8 | 2.7 | 4.1 |
| 1973-74   | 34   | Boston Celtics    | NBA  | 12 | 96  | 10  | 27  |     |    | 7   | 8  | 4     | 23  | 29   | 7   | 0   |     | 14 | 27  | .370 |     | .875 | 8.0  | 2.3 | 1.9 | 2.4 |
| Total     |      |                   | NBA  | 39 | 527 | 68  | 163 |     |    | 31  | 43 | 4     | 95  | 135  | 7   | 0   |     | 90 | 167 | .417 |     | .721 | 13.5 | 4.3 | 2.4 | 3.5 |